# 山田優 (モデル)
山田 優（やまだ ゆう、1984年7月5日 - ）は、日本のファッションモデル、女優。
沖縄県国頭郡恩納村生まれ。那覇市立識名小学校、那覇市立松城中学校、日本芸術高等学園卒業。沖縄アクターズスクール出身（在籍時はB.B.WAVES所属）。ケイダッシュグループのアワーソングスクリエイティブ所属（2020年12月まで）。
夫は俳優の小栗旬、義父は舞台監督の小栗哲家。

## 来歴
1995年、沖縄アクターズスクールに合格後、B.B.WAVESのメンバーとして、沖縄テレビの『BOOM BOOM』や、NHKBS-2の『ミュージック・ジャンプ』などに出演。
漫画『はじけてB.B.』においては主人公の石川愛理の親友という設定で、共にB.B.WAVESのメインで活動する少女であり、DA PUMPに憧れるアクターズスクールの期待の新人メンバーとして主要キャラクターの一人に属していた。
14歳の時に、同じく沖縄アクターズスクール・B.B.WAVES出身の屋宜由佳と伊敷優香の3人で、ダンス・ポップ・ユニット「y'z factory（ワイズ ファクトリー）」を結成。テレビ東京の番組『おはスタ』では、おはガール（会員番号13番）としてレギュラー出演した。1999年に「y'z factory」のメインヴォーカルとしてデビュー。シングル6枚・アルバム1枚をリリースするも、2002年をもって解散。
2000年に、「y'z factory」として活動していた傍ら、小学館発行のファッション雑誌『CanCam』の専属モデルとして活動開始。女優・タレント、そしてソロ歌手としての活動にもウェートを置いている。数多くのCMイメージモデルにも起用された。
ドラマやバラエティ番組にも出演するようになったほか、2003年から『F1グランプリ』（フジテレビ）キャスターも務める。
2005年10月から12月まで放送された矢沢あい原作のアニメ『Paradise Kiss』（フジテレビ）にて主役・早坂紫（ユカリ）の声を担当し、初の声優を務めた。さらに同年オンエアの音楽バラエティ番組『ミンナのテレビ』（日本テレビ）では、和田アキ子、松本潤、松浦亜弥らと、番組司会を務めると共に、歌やダンスなど、視聴者に様々な特技をアピールした。
2006年]9月には、自身も出演した映画『アキハバラ@DEEP』挿入歌のダンスチューン『REAL YOU』で、ポニーキャニオンよりソロデビューを果たし、音楽活動を4年ぶりに再開。『ミュージックステーション』（テレビ朝日）をはじめ、『うたばん』（TBS）や『HEY!HEY!HEY!SP』（フジテレビ）などの音楽番組に出演した。オリコンの週間シングルチャートでは、初登場10位を記録した。また桂由美が、デザイナー生活42年で初めて特定のモデルとして山田を再起用し、ヘアメークアーティスト・藤原美智子、フラワーアレンジメント・假屋崎省吾といった布陣で、制作費300万円のウェディングドレス姿を披露した。
2007年にはミネラルウォーターEvianが選ぶ「エビアン・ピンク・アワード2007」に選出された。
2009年2月発売の『CanCam』4月号をもって、9年間に及んだ同誌の専属モデル活動を卒業。続く3月に新ファッション誌『GINGER』が創刊すると、香里奈や竹下玲奈を含む5名とともに主力モデルとして登場した。
2020年12月末、22年間所属したアワーソングスクリエイティブを退社。以降は、個人事務所を立ち上げる予定としているが、2024年現在その詳細については不明である。

## 私生活
母は初代ミス沖縄でモデルの山田美加子。3人姉弟の第1子であり、すぐ下の弟は、2006年7月にモデルとしてデビューした山田親太朗。もう1人の弟は声優の山田親之條。親太朗の妻で元アイドルの渡邉幸愛は義妹にあたる。
ハーレーに乗りたいという動機から、2010年に大型二輪免許取得。
2012年3月14日に俳優の小栗旬と結婚。同日、山田は単独で会見を行った。ドラマ『貧乏男子 ボンビーメン』（日本テレビ）での共演をきっかけに4年間交際していたという。同年10月2日に地元の沖縄で身内のみの結婚式を挙げ、2013年1月6日に米国・ハワイで多数の芸能人を招待した結婚式および披露宴をそれぞれ行った。
2014年5月30日に所属事務所がFAXで、第1子妊娠を発表。妊娠により、芸能活動は子育てを優先させながら続行する。
2014年10月1日に第1子を出産したことを報告。性別に関しては、小栗の口により女児ということが公表された。
2016年9月17日に第2子妊娠を発表。2017年1月20日に第2子の出産が発表された。性別は非公表。
2019年8月、夫・小栗のハリウッドデビューにともない小栗や2人の子供とともにアメリカに移住したことが報じられた。
2020年6月、同年4月に第3子をアメリカで出産していたことが報じられた。
2022年7月、同年春に第4子を出産していたことが報じられた。

## 主な出演

### 雑誌
- CanCam（2000年 - 2009年4月号、小学館） - 専属モデル
- GINGER（2009年、講談社）
- GLAMOROUS（2009年、幻冬舎）

### テレビドラマ
- カバチタレ!（2001年、フジテレビ） - 大沢一子 役（第2話メインゲスト・第9話ゲスト・EDタイトルバックのシルエットダンサー）
- 金田一少年の事件簿（2001年、日本テレビ） - 千堂百恵（恭子） 役
- 歓迎!ダンジキ御一行様（2001年、日本テレビ） - 城島茜 役
- しあわせのシッポ（2002年、TBS） - 小林菜乃子 役
- コスメティック（2003年、WOWOW）
- 愛するために愛されたい（2003年、TBS） - 樋口恭子 役
- ムコ入り刑事 高山家・明の事件ファイル（2003年 - 2005年、TBS） - 高山小夜子 役
- それは、突然、嵐のように…（2004年、TBS） - 臼井加奈 役
- オレンジデイズ（2004年、TBS） - 佐伯そよ子 役
- ビー・バップ・ハイスクール（2004年、TBS） - 三原山順子 役
- 日本のこわい夜〜エピソード5 “大生首”〜（2004年、TBS） - 主演・真由 役
- Xmasなんて大嫌い（2004年、日本テレビ） - 村上レナ 役
- 不機嫌なジーン（2005年、フジテレビ） - 柳川美幸 役
- 夢で逢いましょう（2005年、TBS） - 中野美香 役
- 世にも奇妙な物語 2005秋の特別編『8分間』（2005年、フジテレビ） - 村上あずさ 役
- 里見八犬伝（2006年、TBS） - 犬坂毛野（胤智） 役
- 翼の折れた天使たち・第三夜 「アクトレス」（2006年、フジテレビ） - 主演・吉井奈央 役
- 銭華〜銀座ホステス株バトル〜（2006年、日本テレビ） - 米山真由美 役
- だめんず・うぉ〜か〜（2006年、テレビ朝日） - 高見ナツ 役
- 華麗なる一族（2007年、TBS） - 安田万樹子 役
- 銭華2 DX豪華版（2007年、日本テレビ） - 主演・米山真由美 役
- のだめカンタービレ in ヨーロッパ（2008年、フジテレビ系） - 孫 Rui 役
- 貧乏男子 ボンビーメン（2008年、日本テレビ） - 中原未海 役
- ショコラ「上京して3年、両親には言えない秘密」（2008年、日本テレビ） - 主演・桜子 役
- ごくせん 第3シリーズ 第4話・第11話（2008年、日本テレビ系） - 風間薫子 役
- 正義の味方（2008年、日本テレビ） - 中田槇子 役
- ショコラ「結婚前夜に見つけた 父が隠したヒミツのノート」（2008年、日本テレビ） - 主演・永沢絵里 役
- ショコラ「男の涙フェチ! 彼氏に言えないヒミツの作戦」（2008年、日本テレビ） - 主演・近藤美咲 役
- ショコラ「マリッジブルーの女 婚約者には言えないヒミツ」（2008年、日本テレビ） - 主演・中里みずき 役
- 悪魔の手毬唄（2009年、フジテレビ） - 大空ゆかり 役
- メイちゃんの執事（2009年、フジテレビ） - 本郷詩織 役
- ショコラ「パンドラの箱を開けた女 禁断のヒミツ」（2009年、日本テレビ） - 主演・野口理沙 役
- 任侠ヘルパー 第4話（2009年、フジテレビ） - 宇野玲子 役
- 恋のから騒ぎ ドラマスペシャル〜LOVE STORIES〜VI「ライバルの女」（2009年、日本テレビ） - 主演・塩倉彩乃 役
- チーム・バチスタ第2弾 ナイチンゲールの沈黙（2009年、関西テレビ） - 浜田小夜 役
- 崖っぷちのエリー〜この世でいちばん大事な「カネ」の話〜（2010年、朝日放送・テレビ朝日） - 主演・相原絵里子 役
- VISION-殺しが見える女-（2012年、読売テレビ） - 主演・来栖玲奈 役
- 花咲くあした（2014年、NHK BSプレミアム） - 花咲美智 役

### 映画
- ROUTE 58（2003年、ギャガ） - 凛 役
- 奇跡は空から降ってくる（2005年、丸ビルにて期間限定上映） - 主演・青山れい子 役
- アキハバラ@DEEP（2006年、東映） - ヒロイン・アキラ 役 - 挿入歌は彼女のデビューシングル『REAL YOU』に起用された。
- 明日の記憶（2006年、東映） - ギガフォースモデル 役
- The焼肉ムービー プルコギ（2007年、ファントム・フィルム） - 主演・ヨリ 役
- サーフズ・アップ（2007年、ソニー・ピクチャーズ） - ラニ 役（日本語版吹替キャスト）
- 劇場版 カンナさん大成功です!（2009年、ゴー・シネマ） - 主演・神無月カンナ 役
- のだめカンタービレ 最終楽章 前編/後編（2009年・2010年、東宝） - 孫 Rui 役
- 旅の贈りもの 明日へ（2012年、キノフィルムズ） - 香川結花 役
- ルパン三世（2014年、東宝） - 客室乗務員 役[23][24]
- 新宿スワンシリーズ（ソニー・ピクチャーズ） - 涼子 役
  - 新宿スワン（2015年）
  - 新宿スワンII（2017年）
- 食べる女（2018年、東映） - 茄子田珠美 役[25]

### テレビ番組
- ヴィーナスの踝（2002年、テレビ東京） - 司会
- F1グランプリ（2003年 - 2006年、フジテレビ） - 司会
- 最高!ブギウギナイト（2003年、テレビ東京）
- 感動！山田優ハワイ極上ツアー〜日本一キレイな母娘の旅（2004年、テレビ東京）
- グラミー賞（2005年2月、WOWOW） - 司会
- F1モデル（2005年5月 - 8月、フジテレビ） - 司会
- ミンナのテレビ（2005年4月 - 9月、日本テレビ） - 司会
- 山田優&坂下千里子 IN 豪州 これが世界最強ダンス バーンザフロアだ!（2006年、関西テレビ）
- パシャ! - PASHA! -（2006年10月 - 2007年3月、日本テレビ）
- TOKYO REAL GIRL〜トップモデルの素顔〜「山田優」（2010年3月4日、NHK-BS2）

### ラジオ番組
- ダンス☆マン・アフロマニア（2001年10月 - 2003年、ABCラジオ）
- LF+R 山田優 YOU FOR YOU!!（2001年、ニッポン放送）
- All For Yu supported by レイク（2008年、TOKYO FM）
- RADIO JILL - CUTE IS WORD LEGACY-（2011年10月1日 - 、TOKYO FM） - パーソナリティー[26]
- 山田優 LOVE With Yu（2012年、TOKYO FM）

### ウェブテレビ
- 安室奈美恵ファッション総選挙　FASHION MOVIE BEST 50（2018年9月9日、AbemaTV）[27]

### CM・イメージキャラクター
- 東ハト（2001年）
  - 「ショコラ」
  - 30周年キャンペーン「キャラメルコーン」
- シムリー「イマージュ」（2002年 - 2003年）
- 沖縄セルラー電話「ムービーau!CMクイズ」（2003年）
- 全日空「PARADISE沖縄」（2003年）
- カネボウ化粧品
  - 「アリィー」（2003年 - 2006年）
  - 「テスティモ」（2004年 - 2006年秋）
- 小学館「CanCam」（2004年 - 2009年）
- グリコ乳業「朝食りんごヨーグルト」（2004年 - 2006年）
- ランバン「ランバン・オン・ブルー」（2004年 - 2005年）
- vodafone（2004年）
  - 「音楽ケータイ」
  - 「3G」
- wedding「ウエディング」（2004年）
- 20世紀フォックス映画「キングダム・オブ・ヘブン」（2005年）
- PUSHIM「DAZZLEZ〜Song of Songs〜」（2005年）
- 江崎グリコ「ZACS」（2005年）
- 日本コカコーラ「カナダドライ・ジンジャーエール」（2005年 - 2006年）
- 東京メトロ（2005年 - 2006年）
- 日清食品
  - 「Spa王」（2005年 - 2008年）
  - 「ごんぶと」（2005年 - 2006年）
- キヤノン（2006年 - 2009年）
  - インクジェットプリンター「PIXUS」
  - デジタルカメラ「PowerShot」 - 橘家長女さくら（山田優）・次女あやめ（蒼井優）・三女かえで（夏帆）と、三姉妹という設定で共演。
- 富士通テン（2006年 - 2008年）
  - 「ECLIPSE “DUAL AVN”」
  - 「ECLIPSE」
- 花王
  - ソフィーナ「RAYCIOUS（レイシャス）」（2007年 - 2008年）
  - 「ロリエ」（2008年 - 2009年）
- キッコーマン「優 黒ごま」（2008年）
- UNIQLO
  - 「ワンピースコレクション×山田優」（2008年）
  - 「ブラトップ」（2010年）
- TBS（2008年）
  - 「山田優×王様のブランチ×CA4LA」
  - 「山田優×王様のブランチ×UNIQLO」
- ルナYBF「サプリポケット」（2009年）
- ベネッセコーポレーション「ハピコレ」（2009年）
- 新生フィナンシャル「レイク」→「新生銀行カードローン レイク」（2009年 - ）
- PEPSI「PEPSI NEX」（2009年 - 2010年）
- shu uemura「UV アンダーベース ムース」（2010年 - ）
- シック・ジャパン「シック クアトロ4 フォーウーマン」（2011年）
- エスエス製薬「アレジオン10」（2012年 - ）
- ライオン「ハリックス ほぐリラ」（2014年 - ）[28]
- サークルK「シェリエドルチェ　濃厚焼きチーズタルト」（2015年）[29]

### ランウェイ
- エンポリオ アルマーニ（2001年9月8日）
- 桂由美
  - 「パリ・オートクチュールコレクション」（2004年7月7日）
  - 「ユミカツラグランドコレクション in 大阪」（2007年7月18日）
- 東京ガールズコレクション（2005年 - ）
- スワロフスキー「秋冬コレクション2007 "SOUL of TIME"」（2007年7月26日）
- Osaka Import Collection（2008年）

### その他
- トルコ共和国観光親善大使（2005年7月19日） - 同じくF1グランプリ・キャスターの永井大と共に、F1トルコGPの開催を記念して就任。
- テレビアニメ：Paradise Kiss（2005年、フジテレビ） - 主役・早坂紫（ユカリ）
- 舞台：ヴィラ・グランデ 青山（2011年）

## 書籍
- フォト&エッセイ集『yu』（2005年、小学館）
- 写真集『SOSEXY 山田優 “How to steal Shoes” by Shingo Wakagi』（2012年7月5日発売、PlayStation Store・PARCO出版）[30]

### その他
- はじけてB.B.（小学館発行、今井康絵著書のコミックス。漫画中に山田優が登場）

## ディスコグラフィ

### シングル
|     | リリース日    | タイトル         | カップリング（カラオケ除く）                         | オリコン最高位 |
| --- | ------------- | ---------------- | ---------------------------------------------------- | -------------- |
| 1st | 2006年9月20日 | REAL YOU         | Do IT / REAL YOU（Army slick's scratch build vocal） | 10位           |
| 2nd | 2007年3月7日  | EYES ON ME       | FEEL MY HEART                                        | 30位           |
| 3rd | 2007年6月13日 | Fly So High      | little raindrop                                      | 27位           |
| 4th | 2007年9月5日  | fiesta! fiesta!  | Palm                                                 | 47位           |
| 5th | 2008年4月23日 | leave all behind | heartbeat                                            | 77位           |
| 6th | 2009年1月21日 | My All           | So in love                                           | 125位          |
| 7th | 2009年5月20日 | free             | Gonna Believe                                        | 60位           |

### アルバム
- MYUSIC（2008年5月14日 - オリコン最高38位）

1. Intro
2. strong girl
3. Holla!
4. fiesta!fiesta!
5. little raindrop
6. block sign
7. EYES ON ME
8. Cosmic Ride
9. leave all behind
10. REAL YOU
11. Outro
12. Fly So High（RYUKYUDISKO REMIX）

### タイアップ
| 曲名             | タイアップ                                                  |
| REAL YOU         | 東映配給映画「アキハバラ@DEEP」挿入歌                       |
| EYES ON ME       | 花王「レイシャス」CMソング                                  |
| Fly So High      | テレビ東京系アニメ「BLUE DRAGON」エンディング曲             |
| fiesta! fiesta!  | 花王「レイシャス」CMソング                                  |
| Palm             | フジテレビ系「うまなで〜UMA to NADESHIKO〜」エンディング曲  |
| leave all behind | 花王「ロリエ」CMソング                                      |
| My All           | ゴー・シネマ配給映画「カンナさん大成功です!」エンディング曲 |
| free             | TBS系アニメ「バスカッシュ!」メインテーマ                    |

## 受賞歴
- バービーアワード（2004年）
- 第58回ザテレビジョンドラマアカデミー賞 助演女優賞（正義の味方）[31]